# Konstantin II av Bulgarien
Konstantin II av Bulgarien, död 1422, var Bulgariens regent från 1397 till 1422.
Han hävdade sitt anspråk på Bulgariens tron ett år efter att hans far avlidit och riket blivit erövrat av osmanerna. Han åstadkom en bulgarisk resning mot osmanerna och kontrollerade delar av Bulgarien. Han erkändes av många utländska härskare med räknas inte alltid som en verklig monark. 